# Trpasličí galaxie Velký pes
Trpasličí galaxie Velký pes (anglicky Canis Major Dwarf Galaxy, zkracováno na CMa Dwarf) je kandidátem na trpasličí nepravidelnou galaxii v Místní skupině galaxií a možným satelitem Mléčné dráhy. Nachází se v souhvězdí Velkého psa a podle některých studií leží přibližně 25 000 světelných let od Sluneční soustavy a asi 43 000 světelných let od galaktického středu.

## Objev
Galaxie (případně hvězdná struktura) byla objevena v roce 2003 týmem astronomů vedeným Nicolasem F. Martinem. Identifikována byla pomocí dat z projektu Two-Micron All Sky Survey (2MASS), tedy mapování oblohy v infračerveném oboru. Analýza dat ukázala výrazný nadbytek hvězd typu M-obrů ve směru souhvězdí Velkého psa.

## Vlastnosti
Pokud jde skutečně o samostatnou trpasličí galaxii, má přibližně eliptický tvar a obsahuje kolem jedné miliardy hvězd. Její struktura je výrazně narušena působením gravitačního pole Mléčné dráhy, což vedlo k vytvoření hvězdných proudů a prstencové oblasti známé jako Prstenec Jednorožce (Monoceros Ring), objevené v roce 2002 v rámci SDSS.
Galaxie (či zhuštěnina hvězd) vykazuje nízkou metalicitu, tedy relativně malý obsah prvků těžších než helium, což je běžné u trpasličích galaxií. Nižší podíl těžších prvků naznačuje, že dosud neproběhlo mnoho generací hvězd. Některé odhady naznačují, že by včetně temné hmoty mohla mít několik miliard hmotností Slunce.

## Dynamické vlastnosti
Vlivem gravitačních interakcí s Mléčnou dráhou dochází k deformaci této struktury. Podle některých simulací jde o satelitní galaxii, která je postupně pohlcována Mléčnou dráhou („galaktický kanibalismus“). Vzniklé hvězdné proudy (například zmíněný Prstenec Jednorožce) jsou pozůstatkem někdejšího tělesa.

## Spor o existenci
Existence trpasličí galaxie Velký pes jako samostatného objektu je předmětem odborných diskusí. Někteří astronomové se domnívají, že pozorovaná koncentrace hvězd představuje spíše výběrový efekt nebo deformaci galaktického disku Mléčné dráhy, nikoli samostatnou galaxii. Jiní naopak podporují teorii, že jde o pozůstatek satelitní galaxie, kterou Mléčná dráha postupně akretuje.

## Význam
Studium trpasličí galaxie Velký pes přináší důležité poznatky o procesech pohlcování galaxií většími útvary (tzv. galaktické akrece). Tento jev pomáhá pochopit, jak se Mléčná dráha vyvíjí a roste, a ilustruje možné scénáře formování galaxií v Místní skupině.